# Sheppard
Sheppard är ett australiskt indiepopband bildat i Brisbane 2009. 
Deras första studioalbum Bombs Away släpptes i juli 2014. Det intog andra platsen på ARIA Charts och singeln "Geronimo" är ett av spåren från samma skiva. 

## Bakgrund
Sheppard bildades 2009 som en duo bestående av syskonen George och Amy Sheppard. 2011 anslöt Georges vän Jay Bovino. De tre resterande medlemmarna Emma Sheppard (bas), Michael Butler (gitarr) och Jared Tredly (trummor) tillkom året därpå. Tredly ersattes senare av Dean Gordon. 
Syskonen Sheppards föräldrar stöttade gruppen ekonomiskt under de första åren och grundande deras eget skivbolag Empire of Song.

## Album
- Bombs Away
- Watching the Sky
- Kaleidoscope Eyes